# Керкион (пьеса)
«Керкион» (др.-греч. Κερκυών) — сатировская драма древнегреческого драматурга Эсхила (первая половина V века до н. э.), связанная с трагедией «Элевсиняне». Её текст утрачен за исключением нескольких фрагментов (фрг. 102—107 Radt).
Заглавный герой пьесы — мифический царь Элевсина, который вызывал всех путников на кулачный бой и убивал их, но сам был побеждён юным Тесеем. Текст сатировской драмы утрачен полностью за исключением одного стиха. Это слова Керкиона «Вплотную на ушах его наушники», произнесённые перед одним из поединков.